# Boulevard Foch (Épinay-sur-Seine)
Le boulevard Foch, est une voie de communication d'Épinay-sur-Seine, dans le département de Seine-Saint-Denis, en France. Elle suit le tracé de la route départementale 914, anciennement route nationale 14.

## Situation et accès

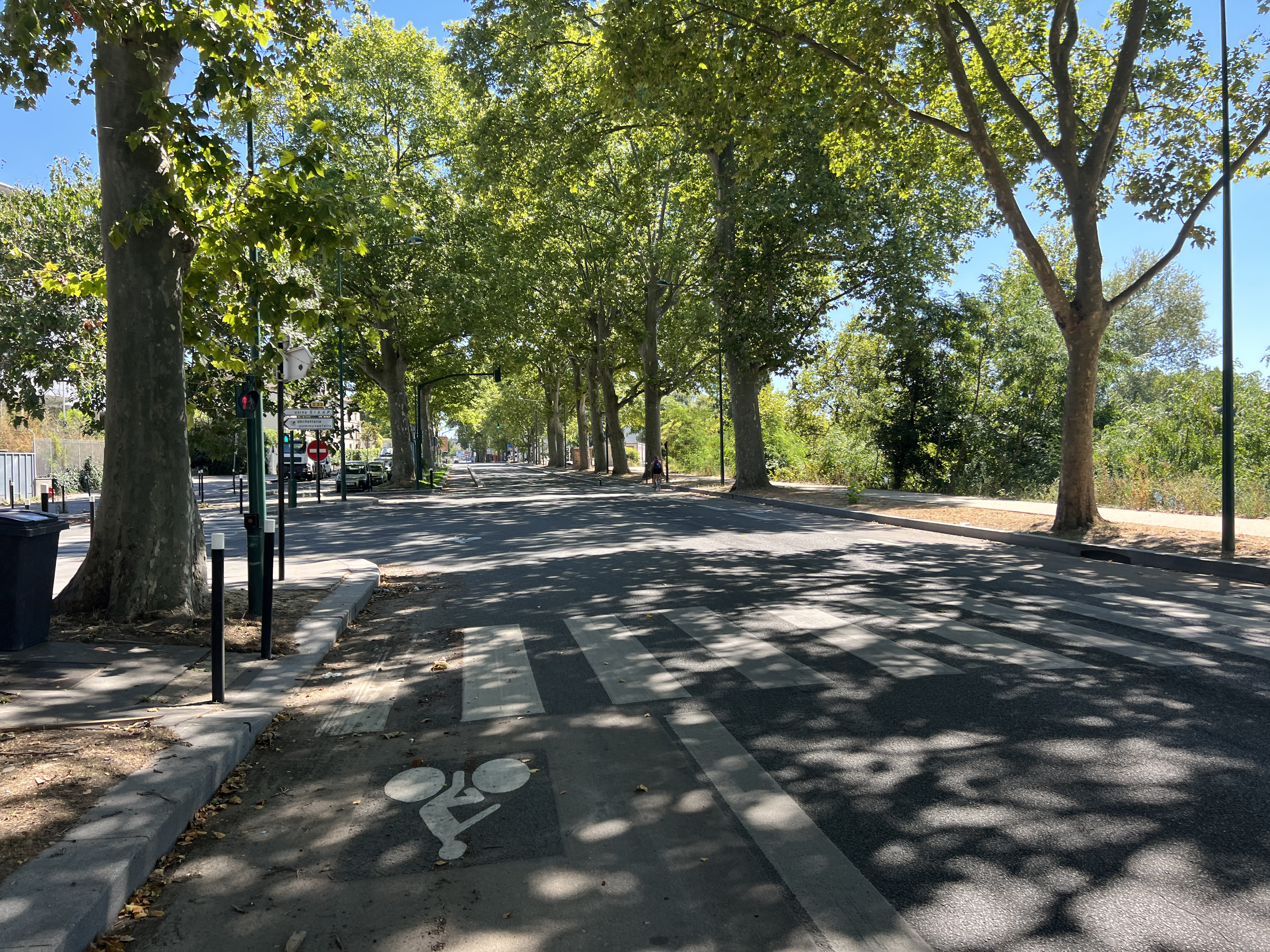
Boulevard Foch, Épinay-sur-Seine.

Partant du nord-ouest à l'avenue de la République, il rencontre notamment la rue Pasteur et la rue de l'Yser, pour se terminer à la limite de Saint-Denis.

## Historique

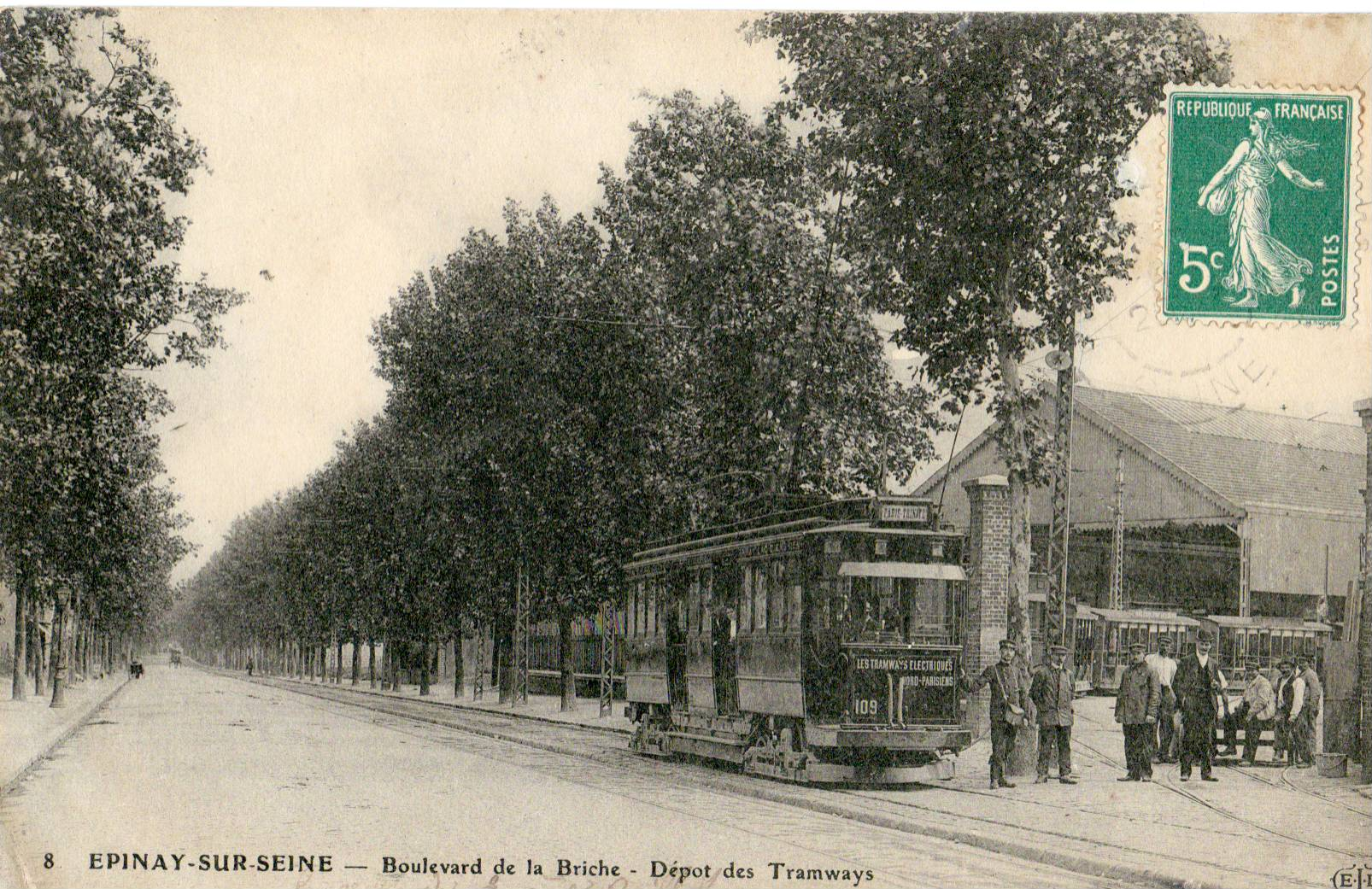
Le dépôt des tramways vers 1910.

Ce boulevard fut ouvert en 1894 pour donner plus d'extension à l'ancien hameau de la Briche devenu un quartier de la ville. Il était parcouru jusqu'en 1935 par la ligne de tramway 54 qui menait à Paris.

## Origine du nom

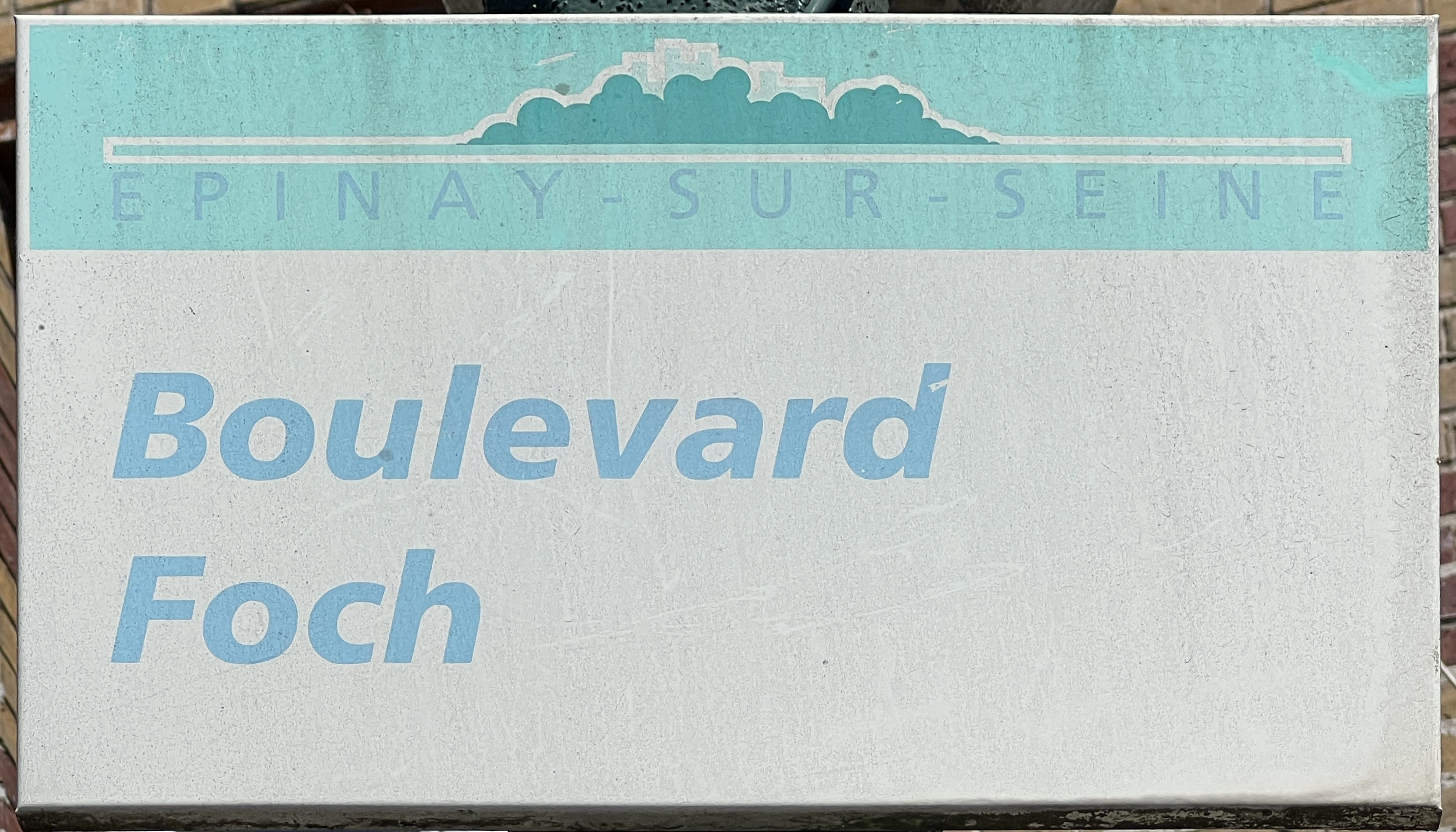
Plaque Boulevard Foch.

Ce nom lui a été donné en hommage à Ferdinand Foch, maréchal de France, généralissime de la Grande Guerre.

## Bâtiments remarquables et lieux de mémoire
- Fort de la Briche.

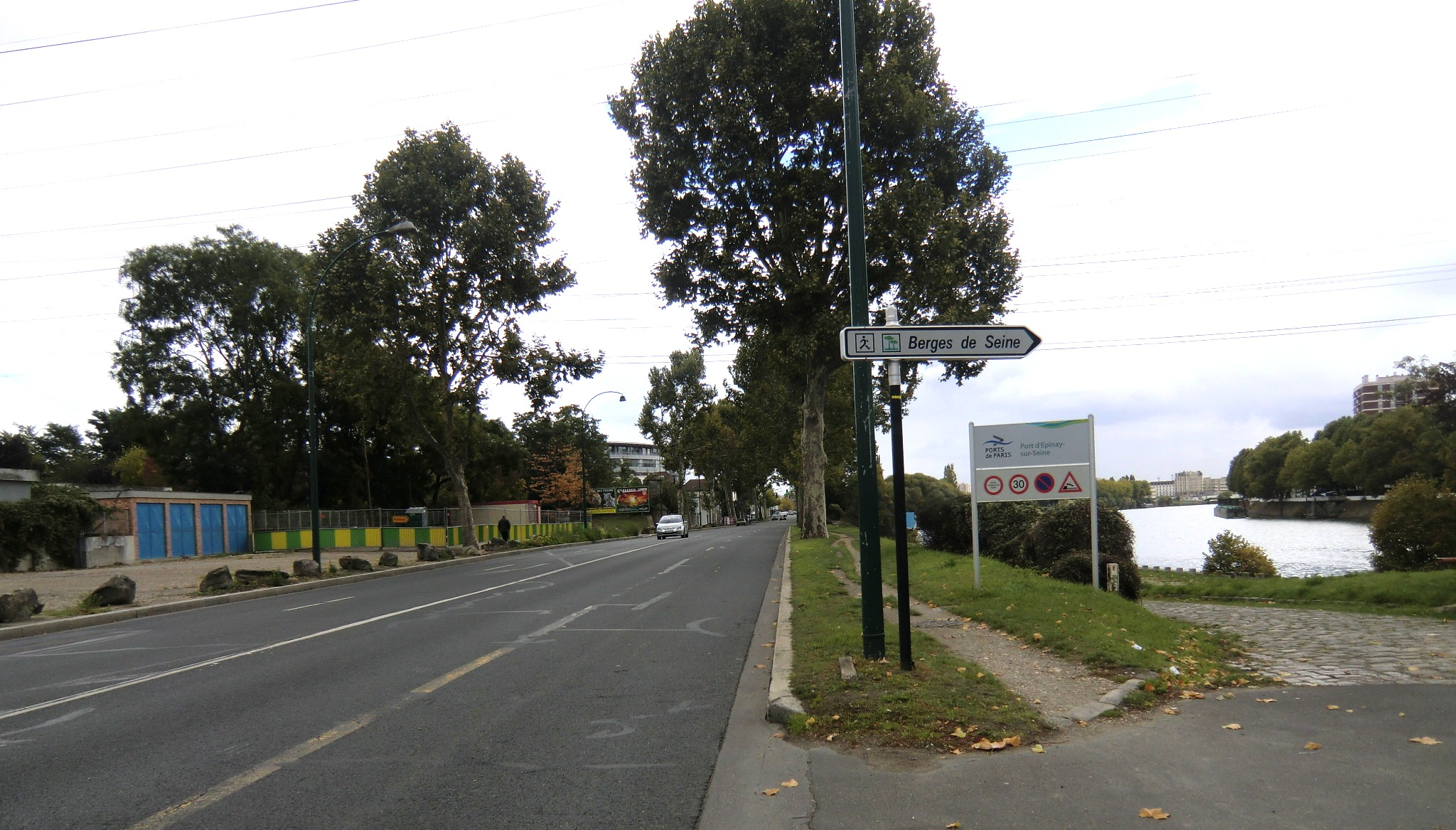
Promenade sur la N14 à Épinay.

- Ancien dépôt des tramways, dit dépôt de la Briche, à proximité du carrefour des Mobiles.
- Au même carrefour se trouve le Monument des Mobiles de 1870.
- Cité Chacun chez soi, à l'angle de la rue de l'Union[4], ensemble de logements HBM construit en 1907 par l'architecte Georges Vaudoyer[5].
- Emplacements de nombreux ateliers et usines, dont la buanderie de la Reine, qui ouvrirent au tournant du XXe siècle[6].